# Берлинский пакт (1940)

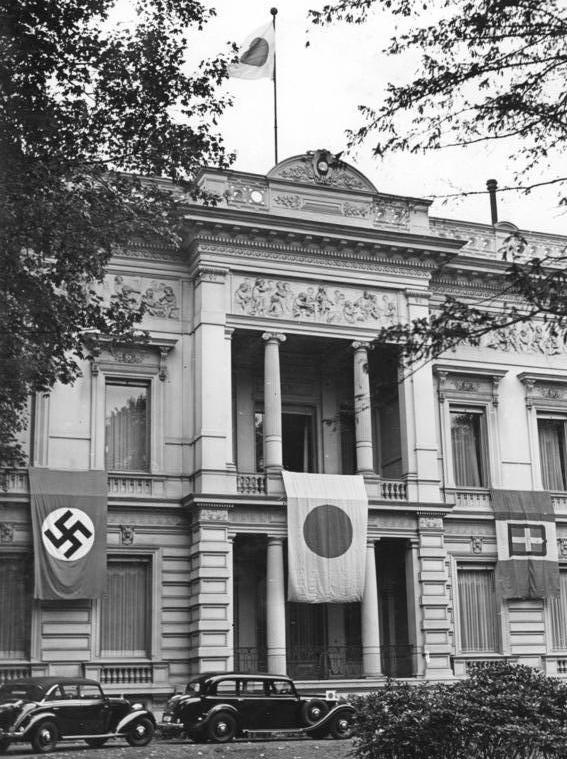
Японское посольство в Берлине с флагами держав Оси в дни подписания Тройственного пакта

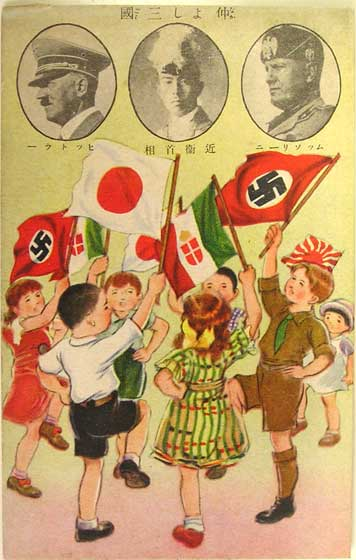
Японский плакат, посвящённый подписанию Тройственного пакта

Берли́нский пакт 1940 го́да, известный также как Пакт трёх держа́в 1940 го́да или Тро́йственный пакт (нем. Dreimächtepakt, итал. Patto Tripartito, яп. 日独伊三国同盟) — международный договор (пакт), заключённый 27 сентября 1940 года между главными державами Оси — странами — участниками Антикоминтерновского пакта: нацистской Германией (Иоахим фон Риббентроп), Королевством Италией (Галеаццо Чиано) и Японской империей (Сабуро Курусу) сроком на 10 лет.

## Содержание
Стороны договорились о следующем: 

Правительство Великой Японской Империи, правительство Германии и правительство Италии, признавая предварительным и необходимым условием долговременного мира предоставление каждому государству возможности занять своё место в мире, считают основным принципом создание и поддержание нового порядка, необходимого для того, чтобы народы в районах Великой Восточной Азии и Европы могли пожинать плоды сосуществования и взаимного процветания всех заинтересованных наций, выражают решимость взаимно сотрудничать и предпринимать согласованные действия в указанных районах в отношении усилий, основывающихся на этих намерениях. Правительства трёх держав, преисполненные стремления к сотрудничеству со всеми государствами, которые прилагают подобные усилия во всём мире, полны желания продемонстрировать свою непреклонную волю к миру во всём мире, для чего правительство Великой Японской Империи, правительство Германии и правительство Италии заключили нижеследующее соглашение.

Статья 1. Япония признаёт и уважает руководящее положение Германии и Италии в установлении нового порядка в Европе.
Статья 2. Германия и Италия признают и уважают руководящее положение Японии в установлении нового порядка в Великой Восточной Азии.
Статья 3. Япония, Германия и Италия соглашаются осуществлять взаимное сотрудничество, основывающееся на указанном курсе, если одна из трех договаривающихся сторон подвергнется нападению со стороны какой-либо державы, которая в настоящее время не участвует в европейской войне и в японо-китайском конфликте, то три страны обязуются оказывать взаимную помощь всеми имеющимися в их распоряжении политическими, экономическими и военными средствами.
Статья 4. В целях осуществления настоящего пакта безотлагательно создается смешанная комиссия, назначаемая правительством Японии, правительством Германии и правительством Италии.
Статья 5. Япония, Германия и Италия подтверждают, что указанные выше статьи никоим образом не затрагивают политического курса, существующего в настоящее время между каждым из трёх участников пакта и Советским Союзом.
Статья 6. Настоящий пакт вступает в силу с момента его подписания. Срок действия пакта — десять лет со дня вступления в силу. Договаривающиеся Стороны по требованию одной из держав, заключивших пакт, обсудят вопрос пересмотра настоящего договора в любой момент до истечения этого периода.
— Three-Power Pact Between Germany, Italy, and Japan, Signed at Berlin, September 27, 1940
Берлинский пакт предусматривал разграничение зон влияния между странами Оси при установлении нового мирового порядка и военной взаимопомощи. Германии и Италии предназначалась ведущая роль в Европе, а Японской империи — в Азии. Таким образом, Япония получала формальное право на аннексию французских владений в Азии, чем и воспользовалась, без промедления вторгнувшись во Французский Индокитай.
Пакт не был союзным договором в полном значении этих слов. В рамках своей глобальной стратегии Япония стремилась добиться ведущего положения на Тихом океане, в Юго-Восточной Азии, в восточной части Индийского океана. Тем не менее она обеспечила себе полную свободу действий и возможность развязывания войны и против США, и против СССР.

## Пакт и СССР
Пакт учитывал также право договаривающихся сторон иметь свои собственные отношения с Советским Союзом, с которым Германия уже имела серьёзное экономическое и военно-техническое сотрудничество и Договор о ненападении, а Япония позже заключила и придерживалась Пакта о нейтралитете.
В конце сентября 1940 года Гитлер направил послание Сталину, известив его о предстоящем подписании Берлинского пакта, а позднее предложил ему принять участие в дележе «английского наследства» в Иране и Индии. 13 октября Сталин получил письмо от министра иностранных дел Германии Риббентропа, в котором содержалось приглашение наркому иностранных дел СССР Молотову прибыть с визитом в Берлин. В этом письме Риббентроп также особо подчеркнул, что «…Германия полна решимости вести войну против Англии и её империи до тех пор, пока Британия не будет окончательно сломлена…»
12—13 ноября в Берлине состоялись переговоры Риббентропа и Молотова, на которых советскому руководству вновь предложили присоединиться к Тройственному пакту (заключив Пакт четырёх держав) и заняться «дележом наследства Англии», убеждая, таким образом, СССР в том, что война с Англией является первостепенной задачей для Германии на ближайшие годы. Смысл этих предложений состоял в том, чтобы побудить СССР перенести центр тяжести своей внешней политики из Европы в Южную Азию и на Средний Восток, где он столкнулся бы с интересами Великобритании. Молотов ответил, что «Советский Союз может принять участие в широком соглашении четырёх держав, но только как партнёр, а не как объект (а между тем только в качестве такого объекта СССР упоминается в тройственном пакте)». По завершении переговоров в печати было опубликовано официальное сообщение о том, что «…обмен мнениями протекал в атмосфере взаимного доверия и установил взаимное понимание по всем важнейшим вопросам, интересующим СССР и Германию». На самом деле позиции сторон явно не совпадали. Советская делегация, не желая быть втянутой в конфликт с Англией, ограничивала свою задачу выяснением германских намерений относительно европейской безопасности и проблем, непосредственно касавшихся СССР, и настаивала на выполнении Германией ранее подписанных соглашений. Кроме того, советская делегация настаивала на обсуждении вопросов по Турции, Болгарии, Румынии, Югославии, Греции и Польше.
В ходе переговоров Молотов не дал какого-либо определённого ответа на полученные предложения. Ответ СССР был передан послу Германии в Москве графу Шуленбургу 25 ноября. Формально была выражена готовность «принять проект пакта четырёх держав о политическом сотрудничестве и экономической взаимопомощи», но при этом был выдвинут ряд условий, которые, по существу, исключали присоединение СССР к Тройственному пакту, поскольку эти условия затрагивали интересы Германии и Японии. Так, Советский Союз требовал оказать содействие в заключении советско-болгарского договора о взаимной помощи, создания режима благоприятствования для СССР в черноморских проливах, а для этого предоставления гарантий создания советской военной и военно-морской базы в районе Босфора и Дарданелл на условиях долгосрочной аренды. Далее, требовалось признания «зоны к югу от Батуми и Баку в общем направлении в сторону Персидского залива» «центром территориальных устремлений СССР». СССР также требовал немедленно вывести немецкие войска из Финляндии и оказать влияние на Японию, чтобы та отказалась от концессий на Северном Сахалине. Советское руководство таким образом давало понять, что намерено укреплять свои позиции на Балканах и в черноморских проливах. Кроме того, выдвинутые условия закрывали Гитлеру дорогу в нефтеносные районы Среднего Востока, не позволяя ему использовать как эти районы, так и территории, вошедшие в советскую «сферу интересов», против самого СССР. И ответ советского руководства, и ход переговоров в Берлине означали, что Советский Союз отказался принять предложения Германии и намерен отстаивать свои интересы в европейской политике. Ответа из Берлина на советские условия не было получено, Гитлер отдал приказ форсировать подготовку войны против СССР.

## Другие участники
К Берлинскому пакту присоединились также зависимые от Германии правительства хортистской Венгрии (20 ноября 1940 года), национал-легионерской Румынии (23 ноября 1940 года), тисовской Словакии (24 ноября 1940 года) и царской Болгарии (1 марта 1941 года).
25 марта 1941 года к Берлинскому пакту присоединилось югославское правительство Драгиша Цветковича, подписав со странами оси Венский протокол, но 27 марта оно было свергнуто в результате государственного переворота. Новое правительство Душана Симовича отказалось присоединяться к Тройственному пакту и заключило договор о дружбе с СССР, заняв открыто антигерманскую позицию. В ответ последовало нападение Германии на Югославию, завершившееся её оккупацией и расчленением.
Позднее к пакту присоединился прояпонский режим Таиланда, марионеточные правительства Хорватии, Маньчжоу-Го и правительство Ван Цзинвэя в Китае.
Финляндия вступила в войну с СССР 25 июня 1941 года. В ноябре 1941 года Финляндия подписала Антикоминтерновский пакт, но, несмотря на неоднократные запросы Германии, финское правительство отказалось вступить в Тройственный пакт, так как считала себя самостоятельной стороной конфликта; эта позиция поддерживается финскими историками и сегодня. Независимые историки обычно причисляют Финляндию к странам Оси.
Разгром Стран Оси во Второй мировой войне привёл к ликвидации Тройственного пакта.